# Kamen Rider Amazons
Kamen Rider Amazons (仮面ライダーアマゾンズ Kamen Raidā Amazonzu?) es una serie web japonesa de género tokusatsu, inspirada libremente en la serie de televisión de 1974 Kamen Rider Amazon, que se produjo como celebración del Toei's Super Hero Year, que celebra el 45.º aniversario de la franquicia Kamen Rider y el 40.º de la franquicia Super Sentai Series. Originalmente, Kamen Rider Amazons se estrenó exclusivamente en Amazon Video en Japón el 1 de abril de 2016. Después se emitió en televisión por BS Asahi, el canal de TV Asahi vía satélite, desde el 3 de julio de 2016; y en Tokyo MX desde el 6 de julio de 2016.
Debido a su buena aceptación una segunda temporada se anunció el 31 de mayo de 2016, y se estrenó en primavera de 2017 en Amazon Prime. Hay planes de publicar en el futuro la primera temporada en mercados internacionales, como Estados Unidos, Reino Unido y Alemania.
Una película se estrenó el 19 de mayo de 2018, sirviendo como capítulo final de la historia.

## Argumento
Haruka Mizusawa es un joven de carácter dócil infectado con unas células llamadas "células Amazon", creadas por la compañía farmacológica Nozama. Estas células provocan que Haruka se transforme en un luchador bestial conocido como Kamen Rider Amazon Omega (仮面ライダーアマゾンオメガ Kamen Raidā Amazon Omega?), que intenta encontrar su humanidad mientras se enfrenta a criaturas infectadas similares a las que llaman Amazonz (アマゾン Amazon?). Haruka también se encuentra con el Nozama Peston Service (ノザマペストンサービス Nozama Pesuton Sābisu?), un equipo de élite de Nozama que se encarga de cazar a los Amazonz, y con Jin Takayama, otro cazador de Amazonz que se transforma en Kamen Rider Amazon Alpha (仮面ライダーアマゾンアルファ Kamen Raidā Amazon Arufa?), y que a diferencia de la patrulla, que solo caza por dinero, parece tener una motivación personal y un odio visceral hacia todos los Amazonz, a pesar de ser él mismo también un Amazonz. 

## Lista de episodios
Todos los títulos de los episodios están en el original en idioma inglés. El orden de emisión fue el orden alfabético de los títulos.
1.ª temporada
- 1 -  AMAZONZ (Los Amazon)
- 2 -  BEAST INSIDE (La bestia interior)
- 3 -  COLONY OF ANTS (El hormiguero)
- 4 -  DIE OR KILL (Muere o mata)
- 5 -  EYES IN THE DARK (Ojos en la oscuridad)
- 6 -  FOR WHAT I FIGHT (Por lo que lucho)
- 7 -  GAME OF THE BUTCHERS (El juego de los carniceros)
- 8 -  HERO OR NOT (Héroe o no)
- 9 -  INTO THE CANNIBAL'S POT (En la olla del caníbal)
- 10 - JUNGLE LAW (La ley de la selva)
- 11 - KILLING DAY (Día de matar)
- 12 - LOST IN THE FOG (Perdidos en la niebla)
- 13 - M

2.ª temporada
- 1 -  NEO
- 2 -  ORPHANS (Huérfanos)
- 3 -  PERSONA NON GRATA
- 4 -  QUO VADIS?
- 5 -  RAMBLING ROSES (Las rosas de la enredadera)
- 6 -  SCHOOLDAYS (Días de escuela)
- 7 -  THE THIRD DEGREE (El tercer grado)
- 8 -  UNDER WRAPS (Envuelto en paños)
- 9 -  VANISHING WINGS (Alas que se desvanecen)
- 10 - WAY TO NOWHERE (Hacia ninguna parte)
- 11 - X'ING THE RUBICON (Cruzando el Rubicón)
- 12 - YELLOW BRICK ROAD (El Camino de Baldosas Amarillas)
- 13 -  Z

## Reparto
- Haruka Mizusawa: Tom Fujita
- Jin Takayama: Masashi Taniguchi
- Mizuki Mizusawa: Rena Takeda
- Nanaha Izumi: Ayu Higashi
- Makoto Shidō: Mitsutoshi Shundō
- Mamoru: Ryōta Kobayashi
- Nozomi Takai: Kanon Miyahara
- Kazuya Misaki: Katsuya
- Kōta Fukuda: Kazuya Tanabe
- Jun Maehara: Hiroshi Asahina
- Yūgo Tachibana: Yū Kamio
- Shogō Kanō: Toshimasa Komatsu
- Reika Mizusawa: Takako Katō
- Takaaki Tenjō: Takashi Fujiki

## Tema musical

### Tema de cierre
- Armour Zone
  - Letra: Mike Sugiyama (マイクスギヤマ Maiku Sugiyama?)
  - Música: Nobuo Yamada (山田 信夫 Yamada Nobuo?)
  - Arreglos: Tetsuya Takahashi (高橋 哲也 Takahashi Tetsuya?)
  - Intérprete: Tarō Kobayashi (小林 太郎 Kobayashi Tarō?)[7]

Este tema se usó como sintonía de apertura en la emisión en televisión.